# Lijst van Belgische hiphopartiesten
Dit is een lijst van Belgische hiphopartiesten. De lijst is beperkt tot artiesten die op Wikipedia een artikel hebben. 

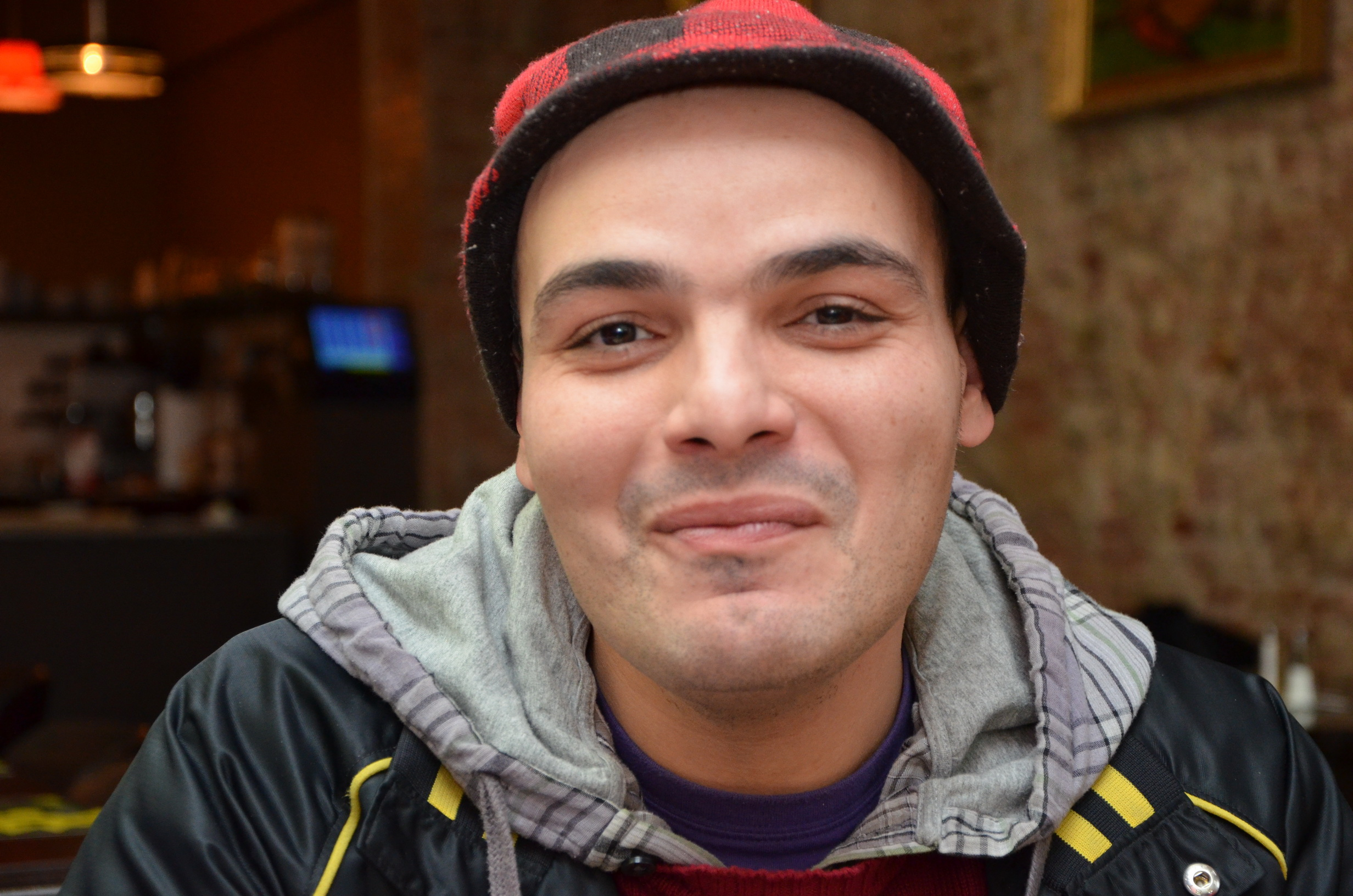
Saïd Aghassaiy, 2012

## 0-9
- 2000Wat

## A
- ABN
- Saïd Aghassaiy
- AMN

## B
| Coely, 2014 |  | Serge Buyse, 2006 |
| Coely, 2014 |  | Serge Buyse, 2006 |

- Baloji
- Baz
- Blackwave.
- Brihang
- Bryan Mg
- Serge Buyse

## C
- Coely
- Chardy
- Chuki Beats

## D
- Damso
- DIKKE

## E
| Soufiane Eddyani       |  | Fab Faya, 2014 |
| Soufiane Eddyani, 2016 |  | Fab Faya, 2014 |

- Soufiane Eddyani
- Roméo Elvis

## F
- Fab Faya
- Freestyle Fabrik
- Frenetik
- Fresh la Peufra

## G
- De Gantwerp Rappers
- Gangthelabel
- Garçons debilles
- Glints
- Sozyone Gonzalez

## H
- Halve Neuro

| K.I.A., 2011 |  | 't Hof van Commerce, 2005 |
| K.I.A., 2011 |  | Hof van Commerce, 2005    |

- Hamza
- 't Hof van Commerce
- De Hoop

## J
- JeanJass
- Jinho 9

## K

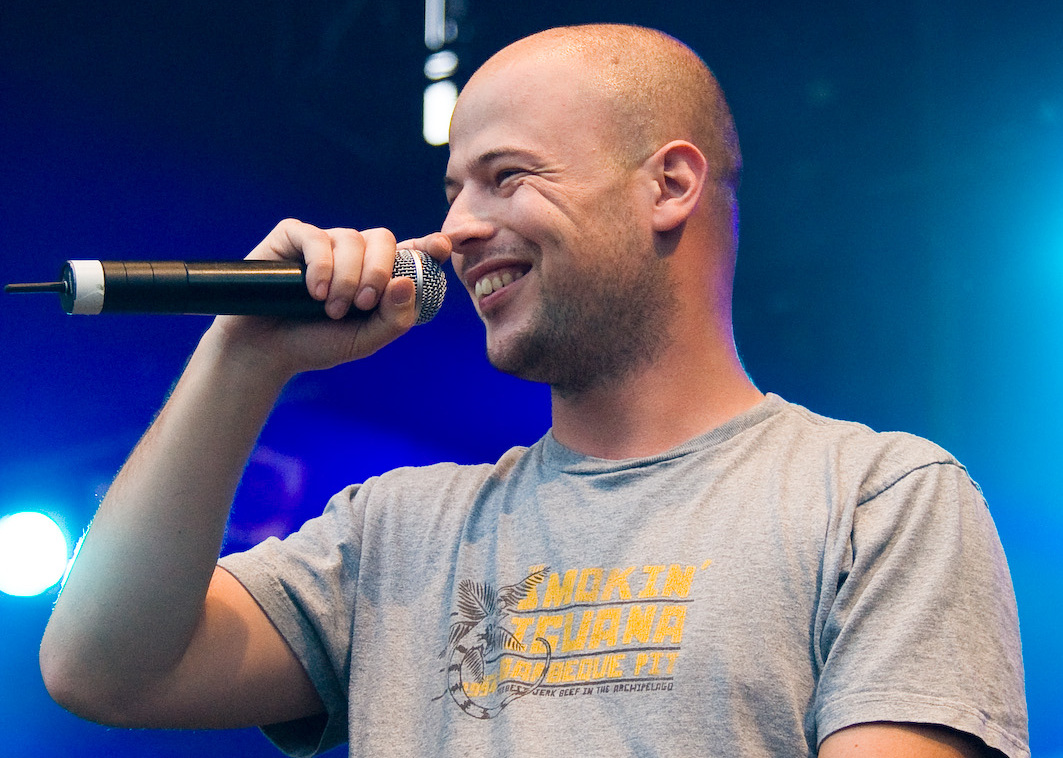
Flip Kowlier, 2006

- Eric Kabongo
- K.I.A. (Krapoel In Axe)
- Flip Kowlier
- Freddie Konings
- Krewcial
- Kaye Styles

## L
- Paul Lannoy
- Leblanco

## M
- Mochélan Zoku

## N
- NAG

## P
- PhilliBustas
- De Predikanten
- De Puta Madre

## R

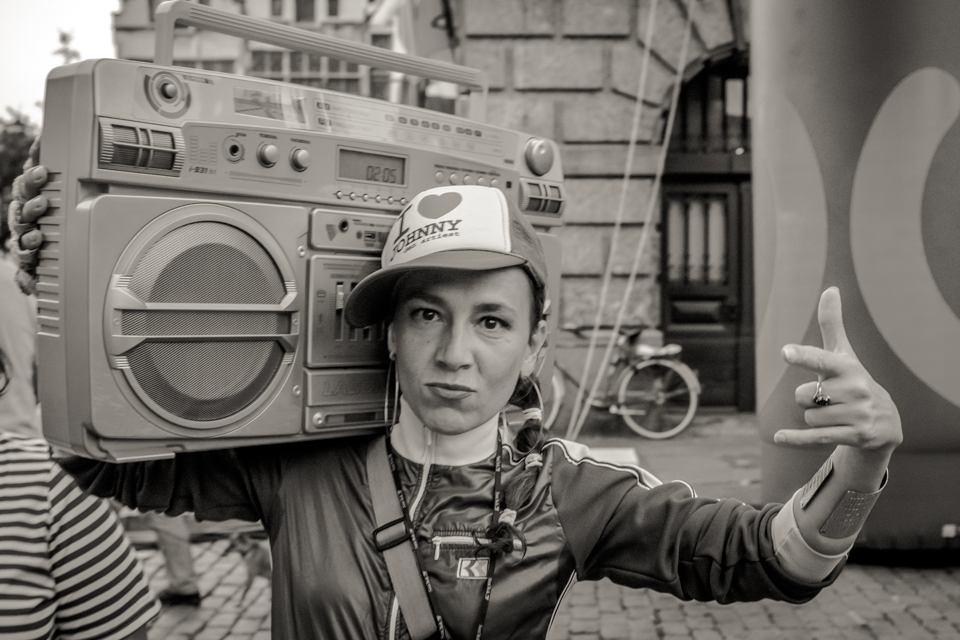
Dievanongs, 2013

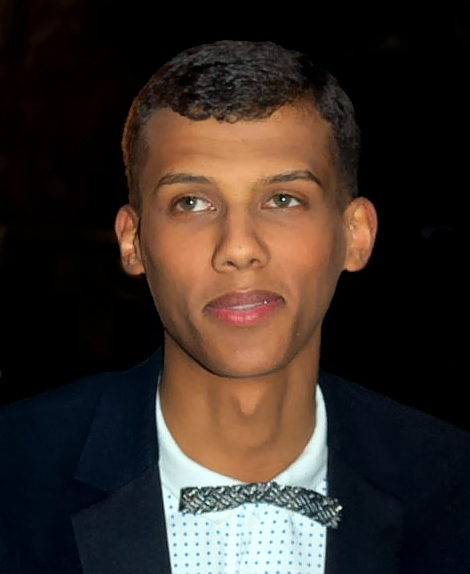
Stromae, 2011

- Rauw en Onbesproken

- Raw Jawz
- Roméo Elvis

## S
- Safi (rapper)
- Safi & Spreej
- Scylla
- Sepia
- Shay
- Andy Sierens
- Sint Andries MC's
- Sista Flex
- Skeemz
- Sliek De Zeesterre
- Slongs Dievanongs
- La Smala
- Soul'Art
- Starflam
- Steven H
- Stikstof
- Stromae

## T
- TheColorGrey
- Tiewai
- Too Tuff
- Tourist LeMC

## U
- Uberdope

## W
- Wahwahsda
- Woodie Smalls

## X Y Z
- Yong Yello
- Yung Mavu
- Zwangere Guy
- ZwartWerk